# Fantasia (Serao)
Fantasia è il primo romanzo lungo della scrittrice Matilde Serao, pubblicato a Torino nel 1883 con la casa editrice Casanova.

## Trama
La storia si svolge nella Napoli di fine Ottocento ed in cinque capitoli segue l'evoluzione dell'amicizia tra le due protagoniste: la tranquilla, semplice e metodica Caterina Spaccapietra e la passionale, intelligente ma nevrotica e malinconica Lucia. I loro caratteri opposti compensano le mancanze di una e dell'altra sin dalla loro infanzia, vissuta in un collegio cattolico per ragazze dell'aristocrazia e alta borghesia partenopea, rendendole un duo coeso e distaccato dalle altre loro compagne. 
Durante l'ultimo anno, alle ragazze viene chiesto dal loro professore di storia di studiare e analizzare la storia di Beatrice di Tenda, ma gran parte delle educande non ha svolto il compito perché il giorno prima avevano passato una delle loro poche giornate libere in paese: solo Caterina e Lucia, rimaste in collegio, hanno svolto il compito. Caterina per prima legge il suo compito, ma viene ripresa negativamente dal professore perché il tema appare troppo breve e manca di fantasia, mentre quello di Lucia è l'opposto: la ragazza indulge infatti a lungo sulla vita e le passioni della sventurata moglie di Filippo Maria Visconti, presentando un ritratto della sua figura storica estremamente emotivo e ricco, ma allo stesso tempo scandalizza il professore che manda Lucia dalla direttrice. Questo evento convince la ragazza che nessuno, né al collegio né al di fuori di esso, la capisce, e tenta nello stesso giorno di suicidarsi buttandosi dalla terrazza principale, ma viene fermata in tempo dalle sue compagne e in particolar modo da Caterina. Questo cementificherà la convinzione di Lucia che la loro amicizia è il più importante pilastro della sua vita e convince l'altra ragazza, in una delle loro ultime notti nel collegio, a fare un voto alla Madonna di dedicare per sempre la vita all'altra. Come ricordo del fioretto, Lucia spezza il suo prezioso rosario e ne dà una metà a Caterina.
Gli anni passano e Caterina si sposa con un giovane nobile che le era stato promesso in matrimonio ancor prima di uscire dal collegio da sua zia, che l'ha cresciuta sin da quando era bambina, Andrea Lieti. Contro ogni previsione, Andrea e Caterina si amano ed il loro matrimonio è stabile. L'unica nota stonata della relazione idilliaca è l'ombra di Lucia, che vive da nubile in un appartamento pagato da suo padre, con cui ha un rapporto quasi inesistente. La solitaria Lucia non ha cambiato la sua propensione alla malinconia e all'autocommiserazione, nonostante abbia spesso visite di persone attratte dalla sua intelligenza e acutezza di pensiero, come il professore di storia del collegio innamorato di lei o di suo cugino, il tisico Alberto Sanna. Scrive di continuo lettere lunghe a Caterina rendendo nervoso Andrea, che nota ogni volta che ne ha occasione il rapporto stretto tra le due giovani donne, non nascondendo l'antipatia per Lucia nonostante non voglia far soffrire la moglie. Da sola nel suo appartamento, il fervore religioso di Lucia si è evoluto, tanto da diventare la motivazione dietro a molte delle sue scelte ed opinioni.
Preoccupata per la crescente nevrosi dell'amica, Caterina inizia a farle spesso più visita, facendosi spesso accompagnare dal marito, che davanti a Lucia non smette di vederla come falsa, vittimista e arrogante. Un pomeriggio, pur di evitare il professore di storia che ha ormai un'ossessione morbosa per la sua ex alunna, Lucia accetta l'invito di Caterina e le due ragazze vanno a teatro, dov'è stata allestita una pedana per un incontro di scherma: tra gli schermidori c'è anche Andrea Lieti. Nel vedere il marito di Caterina vincere una serie di scoccate, Lucia viene colta dall'adrenalina e immediatamente si appassiona. Da quel punto in poi, l'attitudine di Lucia verso Andrea inizia lentamente ad ammorbidirsi, e l'uomo inizia a notare questo cambiamento. Durante una sera in cui i due sono da soli nel salotto di casa Lieti, Andrea tenta di baciare Lucia, ma questa si innervosisce e, in preda all'ira, si chiude nuovamente. Pochi giorni dopo, Andrea e Caterina ricevono una delle lunghe lettere di Lucia, dove questa informa loro che sposerà Alberto, ammettendo sfacciatamente che non lo fa per amore ma per genuina pietà cristiana e volontà di dare sollievo al cugino, di fatto diventando la sua badante. 
A Caserta, durante l'Esposizione agraria regionale a cui Andrea deve partecipare in quanto proprietario terriero, Caterina invita Lucia e Alberto a stare con loro per tutta la durata dell'evento. Mentre Caterina è occupata tutti i pomeriggi in quanto membro della giuria per i lavori femminili, Alberto vede la sua salute migliorare grazie all'aria autunnale della campagna, e approfitta del clima fresco per andare a cavallo: Lucia è in preda alla noia e allo sconforto. Dispiaciuto di vederla solitaria e malinconica, Andrea decide di tenerle compagnia organizzandosi per avere più tempo libero, sicuro che ora che la donna è sposata tra loro si sia risolto ogni equivoco. Passando molto tempo assieme però i due si avvicinano gradualmente, finché si scoprono innamorati l'uno dell'altro. Mentre Andrea si dimostra impetuoso e passionale nei confronti dell'amante, Lucia continua ad essere ritrosa ed in preda ai dubbi, sentendosi sinceramente obbligata a portare rispetto verso Alberto e Caterina. Col tempo Andrea inizia a mal sopportare la presenza di Alberto e a ritenere la moglie scialba, poco interessante e poco compatibile col suo carattere forte e passionale, molto più vicino alla personalità complessa e ricca di Lucia. 
Nonostante le migliori intenzioni di entrambi, soprattutto Lucia che tenta di auto recludersi a Napoli come ad inizio romanzo, i due amanti alla fine decidono di scappare comprando due biglietti di sola andata per Torino e da lì partire per il nord Europa. Scoperto il tradimento per ultima, Caterina va prima a far visita ad Alberto, che in preda alla tristezza e ai deliri della febbre maledice la cugina, poi tornando a casa riflette su quanto la presenza di Lucia sia stata predominante in tutta la sua vita, modificandone il corso in varie fasi. Inizia a vedere l'amica sotto una nuova luce, non più indulgente ma critica e disprezzante, riconoscendone non solo l'intelligenza e la forte emotività, ma anche l'egocentrismo. Rendendosi conto che pure la servitù aveva capito della tresca tra Andrea e Lucia a dispetto dei rispettivi coniugi, Caterina si dimostra apparentemente distaccata e seria, come se avesse accettato l'evento e volesse superarlo con dignità, gestendo gli affari di casa con la solita efficienza e serietà. Durante la notte però, al di fuori di ogni sospetto del personale della casa, la donna si rinchiude nella sua camera da letto, bloccando tutte le vie d'aria e bruciando nel camino alcune lettere ed il diario che Lucia le ha lasciato, assieme al quotidiano del giorno. Viene trovata la mattina dopo, morta soffocata dalle esalazioni del carbone, con in mano la metà del rosario regalatole da Lucia in collegio, l'unico ricordo rimastole del voto che fecero alla Madonna di proteggersi sempre.